# Brabantse Pijl 2019
Brabantse Pijl 2019 var den 59. udgave af cykelløbet Brabantse Pijl. Løbet var en del af UCI Europe Tour-kalenderen og blev arrangeret 17. april 2019. Det blev vundet af hollandske Mathieu van der Poel fra Corendon-Circus.

## Hold og ryttere
| UCI WorldTeams (8)- Lotto Soudal - Bahrain-Merida - Deceuninck-Quick Step - EF Education First - Mitchelton-Scott - Dimension Data - Team Sunweb - UAE Team Emirates UCI Professionelle kontinentalthold (13)- Cofidis, Solutions Crédits - Corendon-Circus - Total Direct Énergie - Israel Cycling Academy - Neri Sottoli-Selle Italia-KTM - Riwal Readynez - Roompot-Charles - Sport Vlaanderen-Baloise - Arkéa-Samsic - Vital Concept-B&B Hotels - Team Novo Nordisk - Wallonie Bruxelles - Wanty-Groupe Gobert |
| |

### Danske ryttere
- Mikkel Frølich Honoré kørte for Deceuninck-Quick Step
- Christopher Juul-Jensen kørte for Mitchelton-Scott
- Lars Bak kørte for Dimension Data
- Søren Kragh Andersen kørte for Team Sunweb
- Jesper Hansen kørte for Cofidis
- Jonas Aaen Jørgensen kørte for Riwal Readynez Cycling Team
- Nicolai Brøchner kørte for Riwal Readynez Cycling Team
- Alexander Kamp kørte for Riwal Readynez Cycling Team
- Emil Vinjebo kørte for Riwal Readynez Cycling Team
- Andreas Stokbro kørte for Riwal Readynez Cycling Team
- Torkil Veyhe kørte for Riwal Readynez Cycling Team

## Resultater
| \| Samlede stilling \| Samlede stilling \| Samlede stilling \| Samlede stilling \| Samlede stilling \| \| Rytter \| Rytter \| Hold \| Tid \| \| \| ---------------- \| -------------------- \| --------------------- \| ---------------- \| ---------------- \| \| 1. \| Mathieu van der Poel \| Corendon-Circus \| 4t 35' 11" \| \| \| 2. \| Julian Alaphilippe \| Deceuninck-Quick Step \| + 0" \| \| \| 3. \| Tim Wellens \| Lotto-Soudal \| + 0" \| \| \| 4. \| Michael Matthews \| Team Sunweb \| + 0" \| \| \| 5. \| Bjorg Lambrecht \| Lotto-Soudal \| + 11" \| \| \| 6. \| Alberto Bettiol \| EF Education First \| + 12" \| \| \| 7. \| Enrico Gasparotto \| Dimension Data \| + 12" \| \| \| 8. \| Alexander Kamp \| Riwal Readynez \| + 12" \| \| \| 9. \| Pieter Serry \| Deceuninck-Quick Step \| + 12" \| \| \| 10. \| Maurits Lammertink \| Roompot-Charles \| + 12" \| \| |                      |                       |            |
| |                      |                       |            |
| Kilde: ProCyclingStats |                      |                       |            |
| Samlede stilling |                      |                       |            |
| Rytter | Rytter               | Hold                  | Tid        |
| 1. | Mathieu van der Poel | Corendon-Circus       | 4t 35' 11" |
| 2. | Julian Alaphilippe   | Deceuninck-Quick Step | + 0"       |
| 3. | Tim Wellens          | Lotto-Soudal          | + 0"       |
| 4. | Michael Matthews     | Team Sunweb           | + 0"       |
| 5. | Bjorg Lambrecht      | Lotto-Soudal          | + 11"      |
| 6. | Alberto Bettiol      | EF Education First    | + 12"      |
| 7. | Enrico Gasparotto    | Dimension Data        | + 12"      |
| 8. | Alexander Kamp       | Riwal Readynez        | + 12"      |
| 9. | Pieter Serry         | Deceuninck-Quick Step | + 12"      |
| 10. | Maurits Lammertink   | Roompot-Charles       | + 12"      |